# Liste von Glockengießereien

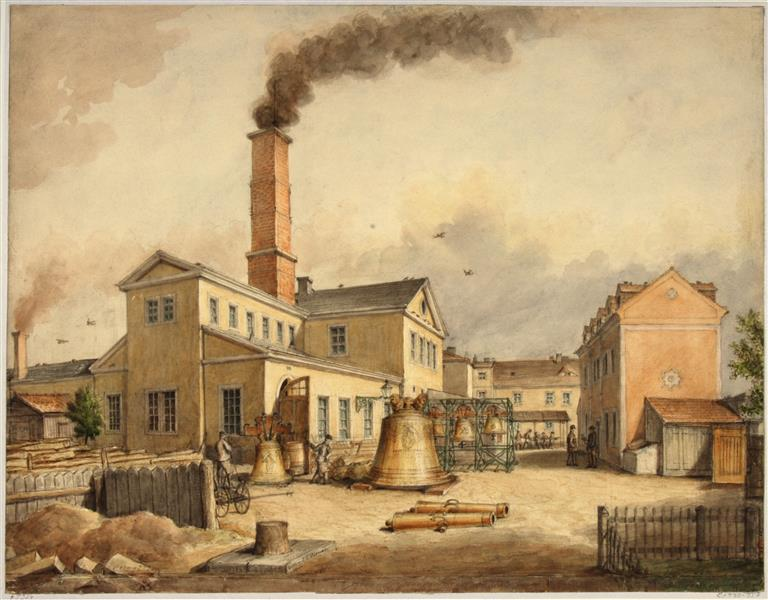
Beispiel einer historischen Glockengießerei aus dem 19. Jahrhundert in Dresden

Diese Liste enthält ehemalige und aktive Glockengießereien, die ausschließlich oder teilweise Kirchenglocken, Tempel- oder Fabrikglocken, Schiffsglocken, Glocken für Uhrtürme, für Carillons und andere Verwendungen herstellten.
In der Anfangszeit der Glockengießerei waren die Gießer Wanderhandwerker, da die Glocken meist vor Ort an ihrer Kirche gegossen wurden. Der Transport der schweren Glocken über große Distanzen von einer zentralen Gießerei zu den Bestimmungsorten war zu langwierig, beschwerlich und für das Personal und die Glocke zu gefährlich. Dies ist der Grund, dass in der Spalte Ortsbezeichnung (Stand in den 2010er-Jahren) manchmal nur eine Region und kein Ort angegeben ist.
Anmerkung: In den Tabellenansichten sind die Spalten Ortsbezeichnung, Name der Gießerei, Firmenname (entsprechend dem Nachnamen des zuerst genannten Gründers, seltener auch nach der Region oder dem Ort), Zeitraum und aktiv/historisch sortierbar.

## Deutschland
| Ortsbezeichnung                               | Firmenname | Zeitraum                            | Gründer/ 1. (bekannter) Gießer | Weitere bekannte Gießer/Inhaber | aktiv/ historisch                  | Bemerkungen |
| --------------------------------------------- | --- | ----------------------------------- | --- | --- | ---------------------------------- | --- |
| Erfurt                                        | Melchior Mörinck (auch Möringer) | 17. Jahrhundert                     | | | historisch                         | 1609: Guss der mittleren Glocke („Bauernglocke“) in der St.-Georg-Kirche in Seebergen (Drei Gleichen) 1611: Neuguss der großen Glocke ebenda Mörinck schuf auch das Geläut für die Liebfrauenkirche in Arnstadt. 1600: Vier Glocken für die Nikolaikirche in Eilenburg 1597: Glocke für die Pfarrkirche von Lengenfeld unterm Stein 1593: Glocke für die Kirche in Sundremda 1596: Glocke für die Stadtkirche in Naumburg (Saale) 1616: Glocke für die Kirche St. Johannes in Spangenberg 1594/96: Glocke für die Kirche in Plennschütz 1624: Glocke für die Kirche in Unternessa |
| Sieglar                                       | Jacob Claren Köln (1754–1794) | 1777–1891                           | Johann Georg Claren der Jüngere, Sieglar (1781–1852)                                                                                                 | Johann Georg Claren der Ältere, Köln (1721–1785) Johann Georg Claren der Jüngere, Sieglar (1781–1852) Johann Heinrich Josef Claren (1787–1859) Wilhelm Josef Claren (1789–1869) Christian Claren, Sieglar (1826–1891) | historisch                         | Glocken: siehe Claren (Glockengießer) |
| Eisleben                                      | Pawel Moes (auch Paul Mas) | 1498–1540                           | Pawel Moes | | historisch                         | 1498: Glocke für die Kirche in Wernrode 1499: eine Glocke der St.-Petri-Pauli Taufkirche von Martin Luther 1500: Kirchglocken in Mauderode, Trebra (Hohenstein), Wernrode 1502: Kirchglocke in Haynrode 1506: Kirchglocke in Liebenrode 1506: Kirchglocke in Lipprechterode 1509: zwei Glocken der St.-Petri-Pauli-Kirche (Lutherstadt Eisleben) 1513: Kirchglocke in Tettenborn 1514: Glocke für die Kirche St. Salvator in Tilleda (Kyffhäuser) |
| Rudolstadt                                    | Johann Fehr | 1750                                | | | historisch                         | 1734: Umguss der großen Glocke in der St.-Georg-Kirche in Seebergen (Drei Gleichen). Die Glocke war 1898 gesprungen und wurde von Schilling, Apolda, umgegossen. |
| Rudolstadt                                    | Christian August Meyer | Anfang 19. Jahrhundert              | | | historisch                         | 1803: Neuguss der mittleren Glocke in der St.-Georg-Kirche in Seebergen (Drei Gleichen) |
| Gotha                                         | Hanns Severus Schatz | 1650Mitte des 17. Jahrhunderts      | | | historisch                         | Lt. Kirchenbuch von Cobstädt (liegt im Pfarramt Seebergen) wurde eine Glocke im Jahre 1669 gegossen (so die Glockeninschrift) und am 26. Juli 1874 in der Martin-Luther-Kirche (Cobstädt) ersetzt. |
| Gotha                                         | Paul Seeger |                                     | * 1648 in Gotha, † 1721 ebenda | | historisch                         | 1708: Guss der kleinen Glocke in der St.-Georg-Kirche in Seebergen (Drei Gleichen). Goss auch Glocken für die St.-Katharina-Kirche in Ernstroda, Schlosskirche in Meiningen, Trinitatiskirche in Ohrdruf |
| Augsburg                                      | Glockengießerei Fritz Hamm | 1876–1922                           | Fritz Hamm | | historisch                         | |
| Waren                                         | Carl Illies | 1841–1871                           | Johann Carl Ludwig Illies | | historisch                         | |
| Rudolstadt                                    | Johann Meyer, Glockengießerei | 1750                                | Johann Meyer | | historisch                         | Hier holte sich Friedrich Schiller Informationen für sein Das Lied von der Glocke |
| Stuttgart                                     | Kurtz, Glockengießerei | 1621–1962                           | Michael Kurtz (1621–1697) | Wilhelm Kurtz (1879–1974) Hans Kurtz (1917–2003) | historisch                         | Familiengeschichte. (PDF; 1,40 MB) Stuttgarter Feuerwehrmuseum Bild der Marienglocke an St. Bernhard zu Karlsruhe |
| Schwäbisch Hall                               | Ars fundendi | Anfang 20. Jh.                      | Peter Glasbrenner | | aktiv                              | |
| Braunschweig                                  | Anton Wiese | 17. Jh., erste Hälfte               | Anton Wiese | | historisch                         | |
| Münster                                       | Wolter Westerhues | im 15./16. Jh.                      | Wolter Westerhues (≈1470–1548) | | historisch                         | Schüler von Gerhard van Wou |
| Hildesheim                                    | Harmen Koster | im 15./16. Jh.                      | | | historisch                         | Schüler von Gerhard van Wou, 34 Güsse 1494–1520 bekannt |
| Hannover-Linden                               | Dreyer | in den 1880ern                      | | Friedrich Dreyer | historisch                         | lieferte 1865 eine Glocke für die Friedenskirche (Küsten) |
| Heidelberg                                    | Friedrich Wilhelm Schilling | 1949–1971                           | Friedrich Wilhelm Schilling (1914–1971) | Glockengießerei Schilling (Heidelberg) | historisch                         | nach 1971 als Heidelberger Glockengießerei, ging 1982 in der Glockengießerei Bachert, Karlsruhe, auf |
| Lübeck                                        | Lorenz Strahlborn | 1713–1750                           | Lorenz Strahlborn | | historisch                         | Betrieb wurde an Johann Hinrich Armowitz übernommen |
| Norddeutschland                               | Johannes Reborch | etwa 1379 bis 1399                  | Johannes Reborch | | historisch                         | |
| Norddeutschland Lübeck                        | Hermann Paßmann | 1563–1604                           | Hermann Paßmann | | historisch                         | |
| Westfalen                                     | Antonius Paris | 1639–1660                           | Antonius Paris (1614/15–1660) | | historisch                         | |
| Lübeck                                        | Karsten Middeldorp | 1543–1561                           | Karsten Middeldorp (????–1561) | | historisch                         | Betrieb wurde von Matthias Benningk übernommen |
| Flensburg                                     | Gert van Mervelt | 1538–1558                           | Gert van Mervelt | | historisch                         | Betrieb wurde an Karsten Middeldorp verkauft. |
| Lüneburg                                      | Martin Zylstorff | Anfang 16. Jh.                      | Martin Zylstorff (um 1450 bis um 1537) | | historisch                         | Schwiegervater von Hinrik Mente |
| Braunschweig                                  | Cord Mente | 1532–1574                           | Cord Mente (≈1500–1574) | | historisch                         | Sohn von Hinrik Mente |
| Lübeck                                        | Johann Georg Wilhelm Landré | 1790–1811                           | Johann Georg Wilhelm Landré (1755–1818) | | historisch                         | |
| Heilbronn                                     | Bernhart Lachaman der Ältere | 1474–1517/26                        | Bernhart Lachaman der Ältere (≈1440–1517) | Bernhart Lachaman der Jüngere (14??–1523) | historisch                         | |
| Eisenach Burghaun                             | Kutschbach (Glockengießer) | 18. Jh.                             | | | historisch                         | |
| Lübeck                                        | Johann David Kriesche | 1757–1790/99                        | Johann David Kriesche (1715–1790) | Johann David Kriesche II. (Sohn, 1764–1799) | historisch                         | |
| Lübeck                                        | Gerhard Kranemann | 1351–1381                           | Gerhard Kranemann | | historisch                         | |
| Mainz                                         | Georg Krafft | 1490–1512                           | Georg Krafft | | historisch                         | |
| Ulm                                           | Gottlieb Korn | 1726–1745                           | Gottlieb Korn (1692–1763) | | historisch                         | 1745 Zusammenlegung des Betriebs mit dem des Carl Christoph Frauenlob |
| Norddeutschland Bremen                        | Ghert Klinghe | 1428–1478                           | Ghert Klinghe (um 1400 bis nach 1474) | Hinrich Klinghe (Sohn) | historisch                         | |
| Norddeutschland                               | Hinrik van Kampen | 1506–1517                           | Hinrik van Kampen (14??–1524) | | historisch                         | |
| Norddeutschland                               | Timmo Jegher | 1435–1442                           | Timmo Jegher | | historisch                         | |
| Lübeck                                        | Friedrich Wilhelm Hirt | 1819–1858                           | Friech Wilhelm Hirt (1789–1871) | | historisch                         | letzter Lübecker Ratsgießmeister |
| Freiberg Dresden                              | Hilliger, Glockengießerei | 1412–1560                           | Hans I. (Kannegießer) (Anf. 15. Jh. bis ????) | Wolfgang I. (1511–1576) | historisch                         | |
| Freiburg im Breisgau                          | Franz Anton Grieshaber | 1751–1757                           | Franz Anton Grieshaber (II.) (1725–1757) | Franz Anton Grieshaber (I.), Vater | historisch                         | |
| Frankfurt am Main                             | Hans von Winterberg | 1500–1514                           | | | historisch                         | |
| Frankfurt am Main                             | Steffan von Bingen | 1512–1520                           | | | historisch                         | Nachfolger von Hans von Winterberg, heiratete dessen Witwe |
| Frankfurt am Main                             | Göbel, Gießerfamilie | 1520–1577                           | Simon Göbel (1520–24) und Conrad Göbel (1528–1560), Nikolaus Göbel (1560–1582) und Johann Simon Göbel (1570–1577)                                    | | historisch                         | Nachfolger von Steffan von Bingen |
| Frankfurt am Main                             | Laux Rucker | 1575–1603                           | | | historisch                         | Schüler von Nikolaus Göbel, 1588 aus Frankfurt geflohen und dann als Wandergießer tätig |
| Ulm                                           | Philipp Jakob Wieland | seit 1820                           | | | historisch                         | |
| Ulm                                           | Thomas Frauenlob | 1805–1809                           | Thomas Frauenlob | | historisch                         | Nachfolger: Philipp Jakob Wieland (Neffe) |
| Süddeutschland Ulm                            | Carl Christoph Frauenlob | 1738–1781                           | Carl Christoph Frauenlob | Thomas Frauenlob, Sohn | historisch                         | |
| Süddeutschland                                | Ernst (Glockengießerfamilie) | 1561–1808 (?)                       | Leonhard Ernst I (* 1561?) (1. Familie) | Bernhard Ernst (* ca. 1597; † nach 1681) (2. Familie) | historisch                         | |
| Havert                                        | Johannes Bourlet | 1669–1695                           | Johannes Bourlet | Petrus Michelin | historisch                         | |
| Magdeburg                                     | Heinrich Borstelmann | 1580 bis um 1650                    | Heinrich Borstelmann | | historisch                         | |
| Norddeutschland Lübeck                        | Reinhard Benningk | 1608–1617                           | Reinhard Benningk | Vater von Hermann Benningk | historisch                         | |
| Norddeutschland Lübeck                        | Matthias Benningk | 1550–1608                           | Matthias Benningk | Großvater von Hermann Benningk | historisch                         | |
| Norddeutschland Hamburg                       | Hermann Benningk | 1647–1668                           | Hermann Benningk | Vater von Albert Benningk | historisch                         | |
| Lübeck                                        | Albert Benningk | 1665–1695                           | Albert Benningk (* vor dem 12. August 1637 (getauft) in Hamburg; † kurz vor dem 21. Mai 1695 in Kopenhagen)                                          | vermutlich Sohn von Hermann Benningk. | historisch                         | |
| Magdeburg                                     | Klaus Backmeister | 1479–1523                           | Klaus Backmeister (* im 15. Jh.; † im 16. Jh.) | | historisch                         | |
| Apolda                                        | Glockengießerei Rose Franz Schilling Franz Schilling Söhne Gebrüder Ulrich C.F. Ulrich VEB Glockengießerei Glockengießerei in Apolda | 1722–1988                           | Johann Christoph Rosae | Gebrüder Ulrich C.F. Ulrich Heinrich Ulrich Franz Schilling Franz Schilling Söhne Peter & Margarethe Schilling | historisch                         | |
| Laucha an der Unstrut                         | Gebr. Ulrich, Filiale der Glockengießerei in Apolda                                                                                  | bis 1911                            | Gebrüder Ulrich | | historisch                         | heute Glockenmuseum Laucha |
| Neunkirchen (Baden)                           | Bachert, Glockengießerei | seit 1745                           | Kaspar Bachert | | aktiv                              | 1745 in Dallau gegründet, später in Bad Friedrichshall-Kochendorf, Heilbronn und Karlsruhe. Zeitweilig mit Feuerwehrgerätefabrik. Zahlreiche Glocken in bedeutenden Kirchen. |
| Berlin                                        | Wilhelm Bachmann; Glockengießerei |                                     | Wilhelm Bachmann | | historisch                         | |
| Köln                                          | Johan Lehr; Glockengießerei | 1652 bis 1670                       | Johan Lehr | | historisch                         | |
| Glauchau                                      | Johann Andreas Bachmann; Glockengießerei                                                                                             | um 1720 bis 17??                    | Johann Andreas Bachmann | | historisch                         | Stellte für die Gemeinde Uhlmannsdorf 1741 eine Feuerspritze her |
| Dresden                                       | C. Albert Bierling; Glockengießerei                                                                                                  | 1848–1922                           | Christoph Albert Bierling (1824–1904) | Clemens Albert Bierling (1852–1943) | historisch                         | Dresden-Altstadt, Palmstr. 17/19 |
| Dresden                                       | Pietzel Bruno Pietzel & Co.; Glockengießerei                                                                                         | 1921–1927                           | Bruno Pietzel | | historisch                         | Dresden-Industriegelände |
| Dresden                                       | Weinhold Glockengießerei |                                     | Michael Weinhold (1662–1732), Stück- und Glockengießer                                                                                               | | historisch                         | – Umguss und Neuanfertigung je einer Glocke für die Dreifaltigkeitskirche Neusalza im Jahr 1716, erneuter Umguss einer Glocke für die gleiche Kirche im Jahr 1732 – Neuanfertigung einer bronzenen Glocke für die Dorfkirche Alt-Lönnewitz im Jahre 1721 – Neuguss einer Glocke für die St. Bartholomäus-Kirche in Wolkenstein, 1712 |
| Dresden                                       | Weinhold Glockengießerei |                                     | August Sigismund Weinhold (1738–1769), Stück- und Glockengießer                                                                                      | | historisch                         | 1779: Umguss einer Bronzeglocke für die Dorfkirche Spremberg, 1787 Zerspringen einer Glocke |
| Dresden                                       | J. G. Große, Stück- und Glockengießerei                                                                                              | um 1840–1945                        | Johann Gotthelf Große (1808–1869), Stück- und Glockengießer                                                                                          | Hermann Große (1848–1917) | historisch                         | Dresden-Neustadt, Kamenzer Straße 31, sein Sohn Hermann Große führte die Gießerei des Vaters bis 1883 weiter. |
| Überlingen                                    | Friedrich Blersch | 1835–?                              | Karl-Theodor Blersch | | historisch                         | Wurde 1918 von Adolf Auer übernommen, ist inzwischen aufgelöst Lieferte 1888/89 drei Glocken in den neuen Kirchturm von Hindelwangen Lieferte 1866 eine Feuerspritze nach Hohenfels-Liggersdorf und 1901 eine Feuerspritze nach Hohenfels |
| Bochum                                        | Bochumer Verein für Gußstahlfabrikation (BVG)                                                                                        | 1847–1970                           | Jacob Mayer Eduard Kühne | | historisch                         | Gründung der Firma 1842, stellte nach der Entwicklung eines speziellen Gussstahlverfahrens seit ca. 1847 Glocken aus Gussstahl her. Hat zur Weltausstellung von 1867 mehrere Glocken hergestellt, wobei die erhaltene Glocke die zweitgrößte Deutschlands ist. Hat die Glocke für die Olympiade 1936 in Berlin hergestellt. Hat das erste Gussstahlglockenspiel der Welt hergestellt. Ist im heutigen Krupp-Konzern aufgegangen, 1970 wurde die Glockenproduktion eingestellt. |
| Brockscheid (Eifel)                           | Eifeler Glockengießerei | seit ≈1620 bis 2019                 | | Hans-August Mark | Aktiv                              | Wartung der Petersglocke im Kölner Dom von 1968 bis 2010; wird seit der Übernahme aus der Insolvenz 2019 von Stefan und Simon Burgard weitergeführt. |
| Schalkenmehren (Eifel)                        | Eifeler Glockenservice GmbH | seit 2020                           | | | aktiv als Service                  | |
| Erding                                        | Erdinger Glockengießerei | 1850–1971                           | Joseph Bachmair | Karl Czudnochowsky | historisch                         | Lieferte 1949/50 acht Glocken für die Kirche in Sankt Ottilien Der Gießereibetrieb wurde 1971 von der Passauer Glockengießerei Rudolf Perner übernommen |
| Aachen                                        | Joseph Beduwe, auch: (Peter) Joseph Bedué                                                                                            | 1840–≈1952                          | Joseph Beduwe (1805–1871) | | historisch                         | einziges erhaltenes Komplettgeläute in Wevelinghoven |
| Münster                                       | Feldmann & Marschel KG ab 1960 Monasterium Eijsbouts KG                                                                              | 1950–1968                           | Josef Feldmann, Georg Marschel | | historisch                         | Die Firmenunterlagen wurden 1968 von der Eifeler Glockengießerei in Brockscheid übernommen. |
| Neu-Ulm                                       | Grüninger, Glockengießerei | um 1740 bis nach 1950               | Benjamin Grüninger | | historisch                         | |
| Landshut                                      | Johann Hahn; Glockengießerei | 1890–1972                           | Johann Hahn, Johann Hahn (Bruder?) | | historisch                         | |
| Freiburg im Breisgau                          | Johann Baptist Koch (auch „Gebr. Koch“)                                                                                              | um 1820 bis 18??                    | Johann Baptist Koch | | historisch                         | |
| Abtei Maria Laach                             | Glockengießerei Maria Laach | 1999–2015                           | Bruder Michael Reuter | | historisch                         | weltweit einziger Benediktinermönch, der im 21. Jh. Glocken (bis 2015) gegossen hat. |
| Lauchhammer                                   | Lauchhammer Kunstguss und Glockengießerei GmbH & Co. KG                                                                              | 1834–1945, 1994–2017                | | | historisch                         | Website, ehemals Gusseisenglocken. Wiederaufnahme des Gießbetriebs 1994 unter der Regie von Rincker. Guss der Dunna (8,3 t) auf dem Halberstädter Domplatz. Glockenguss 2017 eingestellt. |
| Zweibrücken                                   | Lindemann | um 1820 bis 18??                    | | | historisch                         | 1822 lieferte Peter Lindemann vier Glocken, darunter die Kaiserglocke, für den Speyerer Dom 1832 und 1841 goss Peter Lindemann Glocken für Blieskastel 1860 goss Friedrich Lindemann eine Glocke für Oberbexbach Peter Lindemann war Lehrmeister der Glockengießer-Brüder Georg und Andreas Hamm aus Wittersheim bei Frankenthal in der Pfalz 1863 Glocken für die Prot. Stadtkirche in der Sickingenstadt Landstuhl |
| Frankenthal (Pfalz)                           | Hamm, Glockengießerei | 1844–1878/1960                      | Georg Hamm (1817–1878) aktiv bis 1850 | Andreas Hamm (1824–1894) aktiv bis 1892 Karl Hamm (1866–1931) aktiv bis 1931 Hermann Hamm aktiv bis 1960 | historisch                         | Gießerei der Kaiserglocke im Kölner Dom |
| Kaiserslautern                                | Georg Hamm; Glockengießerei | 1850–2002                           | | | historisch                         | |
| Saarburg                                      | Mabilon, Glockengießerei | 1590 (Saumur)/ 1770 (Saarburg)–2002 | Urbanus Mabilon (1744–1818) | Johannes Mabilon (1825–1908) | historisch                         | Museum |
| Witten                                        | Munte, Glockengießerei | 1864–1957                           | Wilhelm Carl Ferdinand Munte | | historisch                         | |
| Bremen                                        | Otto, Glockengießerei | 1874–1974                           | Karl Otto | | historisch                         | |
| Saarlouis                                     | Saarlouiser Glockengießerei | 1953–1960                           | Karl (III) Otto und Alois Riewer | Johannes Otto | historisch                         | Goss über 50 % der Nachkriegsglocken im Saarland. |
| Gescher                                       | Petit & Gebr. Edelbrock | seit 1690                           | Joseph und Jean Petit | Joseph und Bernhard Wilhelm Edelbrock | aktiv                              | 1988 wurde hier die mit 13.000 kg schwerste Glocke nach dem Zweiten Weltkrieg gegossen. |
| Passau                                        | Rudolf Perner | 1701–2013, seit 2016                | Jan Perner in Pilsen | | aktiv                              | Gießereibetrieb zum 31. Dezember 2013 vorübergehend eingestellt, Wiederaufnahme des Gießereibetriebs 2016 |
| Aßlar-Werdorf                                 | Dilman Schmid | 1684–1715                           | Dilman Schmid | Philipp Schweitzer (Schwiegersohn) | historisch                         | |
| Aßlar-Werdorf                                 | Philipp Schweitzer | 1708–1741                           | Dilman Schmid (Schwiegervater) | | historisch                         | |
| Aßlar                                         | Adoni Fei | Ende des 17. Jh.                    | | | historisch                         | Auch als Antonius Feil/Faer belegt. Goss gemeinsam mit Dilman Schmid und auch mit Johann Jacob Rincker. |
| Sinn (Hessen), Aßlar-Klein-Altenstädten, Leun | Rincker, Glocken- und Kunstgießerei                                                                                                  | seit 17. Jh.                        | Johann Jacob Rincker | Wilhelm Anton, Moritz, Heinrich, Philipp, Gottfried, Friedrich Wilhelm, Fritz und Curt (als Gebr. Rincker), Hans-Gerd, Hanns Martin und Fritz Georg (Stand 2015)                                                      | aktiv                              | Eine der ältesten (nach eigener Aussage älteste) bestehenden Glockengießereien Deutschlands, lieferte viele Geläute für evangelische Kirchen, seit dem 19. Jh. bis zum Jahr 2014 über 20.000 Glocken gegossen. |
| Konstanz                                      | Niklaus Oberacker gest. 1533 oder 1534                                                                                               | 1507                                | Niklaus Oberacker | | historisch                         | Goss 1507 eine Glocke für die Kirche St. Agatha in Gaienhofen-Hemmenhofen und 1534 zwei Glocken für die Kirche St. Gallus in Walbertsweiler. Vor 1514 ist eine Zusammenarbeit mit dem Glocken- und Stückgiesser Hans Füssli in Zürich belegt. |
| Konstanz                                      | Rosenlächer, Glockengießerei | 1769–1900                           | Leonhard Rosenlächer | | historisch                         | |
| Regensburg                                    | Schelchshorn, Glockengießerei | um 1500 bis um 1700                 | Paul Schelchshorn | Johann Gordian Schelchshorn | historisch                         | |
| Regensburg                                    | Spannagl, Glockengießerei | 1833–1901                           | Joseph Anton Spannagl | Lothar Spannagl | historisch                         | |
| Regensburg                                    | Hamm-Hofweber, Glockengießerei | 1907–um 1967                        | Karl Hamm | Georg Hofweber | historisch                         | |
| Berlin                                        | Johann Gottlieb Schultz | um 1610 bis ????                    | Johann Gottlieb Schultz (Johann Jakob Schultz?) | | historisch                         | lieferte 1705 die Bronzeglocken für die Dorfkirche Falkenhagen |
| Berlin                                        | Johann Friedrich Thiele | um 1710 bis nach 1818               | Johann Friedrich Thiele, Nachfolger E. L. W. Thiele                                                                                                  | | historisch                         | lieferte 1765 die Carillon-Glocken der Potsdamer Garnisonkirche Lieferte 1778 die Glocke für die Sophienkirche in Brüssow In dieser Gießerei entstand im Jahr 1818 die große Glocke für die Schinkelkirche zu Wuthenow. |
| Aachen                                        | Von Trier | um 1350 bis Anf. 18. Jh.            | Peter I. von Trier (?) | | historisch                         | |
| Mainz                                         | Joseph Zechbauer | 1800–1850                           | Joseph Zechbauer (1754–1828) aus Erfurt | | historisch                         | Geselle bei Johann Martin Roth, seit 1819 Kooperationspartner von Sprinkhorn & Schrader, Betrieb wurde 1828 (Todesjahr von J. Zechbauer) von Carl Otto aus Kastellaun übernommen |
| Arnsberg                                      | Delapaix, Glockengießerei | 1639–≈1728                          | Johann Delapaix | | historisch                         | |
| Frankfurt am Main                             | Johann Wagner | 1639–vor 1670                       | Johann Wagner | | historisch                         | Geselle bei Wolfgang Neidhardt in Augsburg. Aus dem Zeitraum zwischen 1651 und 1669 sind bisher 18 Glocken aus seiner Hand bekannt |
| Frankfurt am Main                             | Schneidewind, Glockengießerei | um 1675 bis 1798                    | Benedikt Schneidewind | Johann und Andreas Schneidewind Benedikt II. und Johann Georg Schneidewind | historisch                         | Nachfolger von Johann Wagner |
| Köln                                          | Duisterwalt | um 1450 bis ≈1510                   | Johann Duisterwalt Christian Duisterwalt Sifart Duisterwalt                                                                                          | | historisch                         | |
| Frankfurt am Main                             | Barthels, Glockengießerei | um 1687 bis 1856                    | Johann Georg Barthels († 1733) | Gebr. Barthels, Barthels & Mappes | historisch                         | Nachfolger der Gießerfamilie Schneidewind |
| Mainz                                         | Roth (Glockengießerfamilie) | 1670–≈1800                          | Caspar Roth aktiv bis 1683 Simon Michelin (1683 bis 1700) Georg Christoph Roth (1700–1751) Johann Martin Roth, Neffe von Georg Christoph (1751–1793) | | historisch                         | Ausbilder von Joseph Zechbauer |
| Frankenthal (Pfalz)                           | Sprinkhorn & Schrader | 1738–19. Jh.                        | Johann Caspar Schrader | | historisch                         | Einer der Vorläufer der Heidelberger Druckmaschinen AG. Seit 1819 Kooperation mit Joseph Zechbauer |
| Windecken, Hungen                             | Bach, Glockengießerei | 1741–1891                           | Johann Peter Bach (1722–1780) | Johann Georg Bach, Johann Philipp Bach, Philipp Bach, Philipp Heinrich Bach († 1906) | historisch                         | [ 22 ] |
| Gießen, Darmstadt                             | Henschel/Otto, Glockengießerei | 1614–1895                           | Johannes Henschel | Andreas Henschel, Johann Philip Henschel, Friedrich Wilhelm Otto, Georg Otto | historisch                         | [ 26 ] |
| Kassel                                        | Henschel & Sohn | 1791–1865                           | Georg Christian Carl Henschel (1791–1817) | Johann Werner Henschel (1818), Carl Anton Henschel (1818–1860), Oscar Henschel (1859–1865) | historisch                         | G. C. C. Henschel aus der Gießener Gießerfamilie kam 1777 nach Kassel und wurde Geselle bei J. F. A. Strock, dessen Tochter er heiratete. Ab 1840 wurden Glocken unter dem Firmennamen Henschel & Sohn mit meist sehr modernem, reinem Klangaufbau gegossen. |
| Kassel                                        | Johann Friedrich Anton Storck | 1770–1792                           | | | historisch                         | Fürstlicher Stückgießer nach der Gießerfamilie Köhler. Sein Geselle G. C. C. Henschel heiratete seine Tochter und übernahm später seine Stellung. |
| Kassel                                        | Gießerfamilie Köhler | 1621–1766                           | George Köhler (um 1621) | Gottfried Köhler (1626–1651), George Köhler (1708–1732), Jost Heinrich Köhler (1709–1719), Eobanus Köhler (1752–1766)                                                                                                 | historisch                         | Fürstliche Stückgießer |
| Nürnberg                                      | Herold, Glockengießerei |                                     | Balthasar Herold | | historisch                         | Bruder von Andreas Herold, 1648 Stückegießer in Preßburg, ab 1654 in Wien tätig |
| Rostock                                       | Rickert de Monkehagen | 1376–1464                           | Rickert de Monkehagen | | historisch                         | Die Werkstatt gilt als die bedeutendste im 14. und 15. Jh. in Mecklenburg und Pommern, was durch die große Zahl der noch im 21. Jh. erhaltenen Glocken belegt ist. |
| Brilon                                        | Humpert | 1762–1957                           | Caspar Greve aus Grevenstein | Heinrich Humpert | historisch                         | Von 1929 bis 1933 gab es auch eine Glockengießerschule. |
| Speyer                                        | Otto von Speyer | 1387–1419                           | Otto von Speyer | | historisch                         | 15 Glocken belegt. |
| Kaiserslautern Bad Kreuznach                  | Otto (Glockengießerfamilie) | 1431–≈1500                          | Otto von Lautern (1431–1452 aktiv) | Jacob Ott Crvc(en)a(c)h (1452 aktiv), Johannes Ott(o) (1461/69–1486 aktiv) | historisch                         | |
| Bad Kreuznach                                 | Hans Kanngießer | 1484                                | Hans (Kangiser) von Cruczenach | | historisch                         | goss 1484 eine Glocke in Becherbach bei Kirn, weitere Zuschreibungen (Hahnenbach, Hennweiler) unsicher (vielleicht identisch mit Hans Kangießer von Gießen) |
| Gießen                                        | Hans Kanngießer | 1463                                | Hans (Kangießer) von Gießen | | historisch                         | goss 1463 die Uhrglocke für die Nikolaikirche Siegen, weitere Zuschreibungen unsicher (vielleicht identisch mit Hans Kangiser von Cruczenach) |
| Bockenem                                      | Weule | 1836–1966                           | Johann Friedrich Weule (1811–1897) | Friedrich Weule (1855–1952) | historisch, Eisenhart- gussglocken | |
| Wetzlar                                       | Buderus | 1919–1920                           | | | historisch, Gussstahlglocken       | Buderus goss nur, die Rippen stammten von den Gießereien Humpert und Rincker |
| Stralsund                                     | Zach, Glockengießerei | 1817–1866                           | Simon Zach | Eduard Zach | historisch                         | |
| Norddeutschland                               | Hans Apengeter | 1290–nach 1351                      | Hans Apengeter | | historisch                         | |
| Leipzig                                       | Bernhard Zachariä GmbH | 1808                                | | | aktiv                              | Fertigte unter anderem um 1900 die Turmuhr mit dreistimmigem Geläut für die Firma Wellner in Aue; außerdem das Glockenspiel im Rathaus Püttlingen und weltweite Akvitäten. Stammbetrieb seit der Privatisierung: Perrot GmbH & Co. KG Turmuhren und Läuteanlagen in Calw |
| Erfurt                                        | Nicolaus Jonas Sorber | 1709–1759                           | Nicolaus Jonas Sorber (vor 1690–1759) | | historisch                         | Lieferte unter anderem fünfstimmige Geläute für den Erfurter Dom, die Schlosskirche Weimar und die Michaeliskirche in Ohrdruf, aber auch kleine Glocken wie beispielsweise für die Traukirche von Johann Sebastian Bach in Dornheim |
| Bamberg                                       | J. B. Keller | 1695–1839                           | Johann Baptist Keller; ad interim Ignaz Höhn (1729–1749), später Joachim Martin K. (Sohn), Georg Michael K. (Enkelsohn)                              | | historisch                         | Glocken- und Metallgießerei, [Feuerlöschmaschinen- und Pumpenfabrik]? |
| Bamberg                                       | J. P. Lotter | 1838–1960                           | J. P. Lotter; später David (I) L. und Leonhard L. (Söhne), Christian L. (Enkelsohn), David (II) L. (Urenkel)                                         | | historisch                         | Glocken- und Metallgießerei, Feuerlöschmaschinen- und Pumpenfabrik, Königlich Bayerischer Hoflieferant |
| Hildesheim                                    | Radlersche Glockengießerei | 1853–1936                           | Jacob Radler | J. J. Radler (1883–1907); Radler & Söhne (1910–1922) | historisch                         | eine erhaltene Glocke in der St. Martin-Kirche in Sophiental |
| Soest                                         | Neelmann Glockengießerfamilie | 1876                                | Glockengießerfamilie Neelmann | | historisch                         | |
| Roth an der Our Trier                         | Wilhelm von Roth | 1505–1520                           | Wilhelm Glockengießer oder Wilhelm Roed (Rode; von Roeid; von Roide unter Vianden)                                                                   | | historisch                         | 15 Glocken belegt in Karl, St. Goar, Steeg, Vianden, Wolsfeld, Lichtenborn, Rachtig, Osann, Mettendorf (Eifel), Weisel, Trimport und Echternach. |
| Kleinwelka                                    | Glockengießerei Friedrich Gruhl | 1803–1896                           | Friedrich Gruhl | Ernst Friedrich Gruhl (1822–1864) | historisch                         | In der Glockenwerkstatt Friedrich Gruhl gegossene Glocken (Auswahl) |
| Neuwied                                       | Glockengießerei Neuwied | 1826–1904                           | Heinrich Schippang | (August) Theodor Lehmann David Nathanael Eberbach | historisch                         | |
| Homberg/Efze                                  | Hans Kortrog | 1495–1532                           | Hans Kortrog | Gesellen, namentlich nicht bekannt | historisch                         | 69 erhaltene oder belegte Glocken bekannt, s. Götz J. Pfeiffer: „Meister Hans Kortrog von Homberg gois mich“. Person und Werke des um 1500 tätigen Glockengießers sowie genutzte Pilgerzeichen, in: Zeitschrift des Vereins für hessische Geschichte und Landeskunde, Bd. 127, 2022, S. 39–62. |
| Eckweisbach                                   | Krick | bis 19. Jh.                         | | | historisch                         | |

## Italien
| Ortsbezeichnung                               | Firmenname                  | Zeitraum         | Gründer/ 1. (bekannter) Gießer | Weitere bekannte Gießer/Inhaber      | aktiv/ historisch | Bemerkungen |
| --------------------------------------------- | --------------------------- | ---------------- | ------------------------------ | ------------------------------------ | ----------------- | --- |
| Bolzone di Ripalta Cremasca (Provinz Cremona) | Fonderia Allanconi          | seit 1980        |                                |                                      | aktiv             | Website |
| Burgio (Provinz Agrigent)                     | Fonderia Virgadamo          | seit 1500        | Rocco Cacciabaudo              | Rocco Cacciabaudo (heutiger Inhaber) | aktiv             | Einzige Gießerei Siziliens Website (im Bau) Informationen auf der Website der Gemeinde |
| Castelnovo ne’ Monti (Provinz Reggio Emilia)  | Fonderia Capanni            | seit 1665        |                                | Bernardo Capanni (1665–1744)         | aktiv             | 1846 übernahm der Schmied Paolo Capanni die seit 1665 bestehende Glockengießerei der Familie Betalli. Der Betrieb wird von der Familie Capanni in sechster Generation geführt (Stand 2013). Website |
| Vittorio Veneto (Provinz Treviso)             | Fonderia De Poli            | seit 1453        |                                |                                      | aktiv             | Eine der ältesten noch produzierenden Glockengießereien Italiens, in der Glocken von 8 bis 240 cm Durchmesser gegossen werden. Website                                                              |
| Mondovì (Provinz Cuneo/NW-Italien)            | Fonderia Ecat               | seit 1997        | Mazzola Achille di Valduggia   |                                      | aktiv             | Website |
| Agnone (Provinz Isernia/Mittelitalien)        | Fonderia Marinelli          | seit ≈1200       | Nicodemo Marinelli (1339)      |                                      | aktiv             | Website |
| Squinzano (Provinz Lecce/Apulien, S-Italien)  | Fonderia Campane Pellegrino | seit dem 20. Jh. |                                |                                      | aktiv             | Website |

## Österreich
| Ortsbezeichnung    | Firmenname                                      | Zeitraum       | Gründer/ 1. (bekannter) Gießer                                          | Weitere bekannte Gießer/Inhaber | aktiv/ historisch | Bemerkungen |
| ------------------ | ----------------------------------------------- | -------------- | ----------------------------------------------------------------------- | --- | ----------------- | --- |
| Wiener Neustadt    | Glockengießerei Hilzer                          | 1838–1907      | Ignaz Hilzer                                                            | Peter Ignaz Hilzer | historisch        | |
| Waidring           | Lugmairs Metallgießerei                         | seit 1870      |                                                                         | | aktiv             | |
| Waidring           | Kunst- und Glockenguss Foidl                    | seit 1993      | Richard Foidl                                                           | | aktiv             | Kleinglocken bis 25 kg, Betrieb besteht schon seit Generationen laut firmeneigener Website |
| Hötting            | Gießerei Löffler                                | 1503–1623      | Peter Löffler (≈1468 bis vor 1530)                                      | Gregor Löffler (≈1490–1555) (Sohn) Hans (≈1530–1595) (Enkel) Christoph (1568–1623) (Urenkel)                                                                              | historisch        | Diese Gießerei auf Büchsenhausen wurde bis 1854 von anderen Gießerfamilien weitergeführt, z. B. von Reinhart und Miller. |
| Hötting            | Glockengießerei Miller                          | 1774–1854      | Simon Peter Miller                                                      | Josef Georg Miller | historisch        | letzte Inhaber der von Löffler gegründeten Gießerei |
| Innsbruck          | Glockengießerei Grassmayr (Innsbruck)           | seit 1599      | Bartlme Grassmayr (Habichen)                                            | | aktiv             | Marktführer in Österreich, aber auch sehr stark international tätig. Größte Glocke bisher ist die Glocke für die Kathedrale der Erlösung des Volkes in Bukarest (Rumänien) mit einem Gewicht von 25.190 kg, einem Durchmesser von 313,0 cm, und dem Schlagton c0. Website |
| Salzburg           | Glockengießerei Oberascher                      | 1618/1665–2003 | Jakob Lidl (1618) / Johann Baptist Oberascher (1665)                    | Johann Eisenberger Benedikt Eisenberger Johann Hackhl Johann Georg Leschinger Johann Oberascher Franz Oberascher I Josef Obersacher Franz Oberascher II Ing. Georg Sippel | historisch        | Goss die Concordia 2000, die zweitgrößte Glocke Italiens. Informationen auf Salzburg-Wiki Pressebericht über das Konkurrenzverhalten Grassmayr-Oberascher (Memento vom 15. Januar 2013 im Webarchiv archive.today)                                                        |
| Wien               | Glockengießerei Pfundner                        | 1906–1970      | Josef Pfundner sen.                                                     | Josef Pfundner jun. | historisch        | [ 30 ] |
| St. Florian        | Oberösterreichische Glocken- und Metallgießerei | 1917–1994      | Anton Gugg                                                              | Johann Dettenrieder Karl Geiß Eiglsberger | historisch        | Karl Geiß goss 1951 die Pummerin für den Wiener Stephansdom |
| Feldkirch          | Glockengießerei Grassmayr (Feldkirch)           | 1791–1914      | Jakob Veit Grassmayr                                                    | Anton Josef Grassmayr | historisch        | Onkel von Johann Grassmayr |
| Wien               | Johann Achamer                                  | 1678–1712      | Johann Achamer                                                          | | historisch        | Fertigte 1711 die Josephinische Glocke. |
| Wien               | Glocke am Spittelberg (Burggasse 8)             | 1685–1723      | Mathias Glaser                                                          | Franz Zehenter (Zechenter) – übernimmt 1701 von Glasers Witwe | historisch        | Franz Zehenter und sein Sohn Anton Zehenter gießen ab ca. 1718 auch in Budapest, wo 1723 Franz Zehenter stirbt. |
| Krems an der Donau | Mathias Prininger                               | 1683–1718      |                                                                         | Mathias Prininger | historisch        | [ 30 ] |
| Wien               | Glockengießerei Scheichel                       | 1719–1809      | Franz Ulrich Scheichel                                                  | Franz Josef Scheichel Theresia Scheichel | historisch        | [ 30 ] |
| Kapfenberg         | Böhler                                          | 1917–1926      | Gebrüder Böhler                                                         | | historisch        | Guss von Stahlglocken |
| Bad Häring         | Alpenländische Metallwerke Bühl                 | 1949- ca. 1970 | Kurt Bühl                                                               | | historisch        | Guss von Bronzeglocken, größtes Geläut in Kirchbichl |
| Gröding            | Glockengießerei Hamm&Hartner                    | 1947–1965      |                                                                         | | historisch        | größtes Geläute: Wallfahrtskirche Maria Plain |
| Wien               | Glockengießerei Gößner                          | 1873–1931      | Friedrich Gössner                                                       | Gebr. Franz und Georg Gößner, k.k. priv. Glockengießerei in Wien; Georg Gößner; Johanna Gößner                                                                            | historisch        | |
| Graz               | Weyer                                           | 1720–1730      | Franz Anton Weyer († 1730)                                              | Theresia Weyerin Wittib (1730–1737?) | historisch        | |
| Graz               | Köstenbauer                                     |                | Mathäus Köstenbauer († 1745)                                            | Martin Feltl | historisch        | |
| Graz               | Feltl                                           | 1755–1888      | Martin Feltl (1714–1782) Salesius Feltl (1754–1824) Karl Feltl († 1888) | | historisch        | |

## Schweiz
| Ortsbezeichnung   | Firmenname                            | Zeitraum                                   | Gründer/ 1. (bekannter) Gießer | Weitere bekannte Gießer/Inhaber               | aktiv/ historisch | Bemerkungen |
| ----------------- | ------------------------------------- | ------------------------------------------ | ------------------------------ | --------------------------------------------- | ----------------- | --- |
| Basel             | Ludwig Peiger                         | 1470–1496                                  | Ludwig Peiger                  |                                               | historisch        | Lieferte die berühmte Schillerglocke von Schaffhausen, siehe auch: Wetterläuten |
| Rickenbach TG     | Glockengießerei Eschmann AG           | 1957–1973                                  | Emil Eschmann                  | Glockengießerei Eijsbouts NV, Asten (Holland) | historisch        | Erster Glockenguss Eschmanns am 23. Dezember 1955, Firmengründung 19. November 1957, Austritt Emil Eschmann 31. Mai 1970, übernommen durch Glockengießerei Eijsbouts bis zur Liquidation 1973. Insgesamt wurden in Rickenbach ca. 600 Kirchenglocken gegossen.                                                                                    |
| Zürich            | Peter Füssli (1476)                   | 15. Jh.                                    | Peter Füssli (gest. 1476)      |                                               | historisch        | Lieferte Glocken für den St. Peter und die Predigerkirche. Im 14. Jh. sind Angehörige der Familie als Giesser belegt. Die Giesserei bestand bis ins 19. Jh. |
| Zürich            | Glockengiesserei Keller               | 1825–1894                                  | Jakob Keller (1793–1867)       |                                               | historisch        | |
| Zürich            | Hans Füssli                           | 15.–16. Jh.                                | Hans Füssli (1478–1538)        |                                               | historisch        | Im 14. Jh. sind Angehörige der Familie als Giesser belegt. Die Giesserei bestand bis ins 19. Jh. Vor 1514 ist eine Zusammenarbeit mit dem Glocken- und Stückgiesser Nikolaus Oberacker belegt. |
| Zürich            | Peter Füssli (Glockengiesser, 1482)   | 15.–16. Jh.                                | Peter Füssli (1482–1548)       |                                               | historisch        | Im 14. Jh. sind Angehörige der Familie als Giesser belegt. Die Giesserei bestand bis ins 19. Jh. |
| Zürich            | Peter Füssli                          | 1604–1629                                  | Peter Füssli (1577–1629)       |                                               | historisch        | Im 14. Jh. sind Angehörige der Familie als Giesser belegt. Die Giesserei bestand bis ins 19. Jh. |
| Basel             | Glockengießerei Weitenauer            | vor 1685–1825                              | Hans Heinrich Weitenauer (?)   |                                               | historisch        | |
| Basel             | Johann Jakob Schnegg                  | 1826–1889                                  | Johann Jakob Schnegg           |                                               | historisch        | |
| Aarau             | Glockengießerei Rüetschi AG           | seit 1367                                  | Walter Reber                   | Hans-Jakob Stalter                            | aktiv             | [ 36 ] |
| Staad             | Glockengiesserei Egger                | 1873–1940                                  | Jakob Egger                    | Wilhelm Egger                                 | historisch        | |
| Riedtwil          | Gießerei Kohler                       | ????–2008                                  | Alfred Kohler                  |                                               | historisch        | wurde von Glutz AG 2008 übernommen |
| Schaffhausen      | Geschütz- und Glockengießerei Schalch | 1661–1738 (Betrieb bestand knapp 90 Jahre) | Tobias Schalch                 |                                               | historisch        | Lieferte 1700 eine aus einer 1622 neu geschaffenen Glocke umgegossene Glocke für die Kirche zu Uesslingen. Lieferte 1692 die Glocke vom ehemaligen Haus „Zum Sternen“ in Neuhausen am Rheinfall Lieferte 1705 eine der drei Glocken für die Wallfahrtskirche in Klingenzell Lieferte 1705 eine Glocke an die Benediktinerabtei Kloster Fischingen |
| Bärau             | Glockengiesserei Berger GmbH          | seit 1730                                  |                                |                                               | aktiv             | Nach Auskunft der Mitbesitzerin, Frau Kern-Berger, gibt es keine Aufzeichnungen über die Geschichte der Familie. |
| Villars-Sur-Glâne | Fonderie Brügger                      | ???                                        |                                |                                               | aktiv             | |
| Schaffhausen      | Hans Conrad Flach                     |                                            |                                |                                               |                   | |

## Weitere Länder
| Staat                         | Ortsbezeichnung                                                                             | Firmenname                                 | Zeitraum | Gründer/ 1. (bekannter) Gießer | Weitere bekannte Gießer/Inhaber | aktiv/ historisch | Bemerkungen |
| ----------------------------- | ------------------------------------------------------------------------------------------- | ------------------------------------------ | --- | --- | --- | ----------------- | --- |
| Russland                      | Kaliningrad / Königsberg i.Pr.                                                              | Glockengießerei Dörling                    | 1750 | Andreas Dörling | | historisch        | Lieferte 1726 die Peter-und-Paul-Glocke für die Katharinenkirche in Braniewo Goss 1727 die Glocke für die St.-Andreas-Kirche des Dorfes Kalkstein in Ostpreußen im Kreis Heilsberg (Ermland) Lieferte 1746 die Glocke für die evangelische Kirche in Prawdinsk Goss 1736 die Silberglocke für den Königsberger Dom |
| Niederlande                   | Aarle-Rixtel                                                                                | Königliche Glockengießerei Petit & Fritsen | 1660–2014 | Nicolas Jullien | | historisch        | Wurde im Mai 2014 von der Konkurrenzfirma Eijsbouts übernommen, da kein Firmennachfolger vorhanden war. Petit & Fritsen gossen viele Carillons, darunter bereits Mitte des 18. Jahrhunderts das Carillon, das später in der Berliner Parochialkirche eingebaut wurde. Außerdem eines der größten der Niederlande für die Eusebiuskerk in Arnhem (Grundglocke e° mit 9.200 kg, 1994 gegossen). |
| Polen                         | Węgrów                                                                                      | Glockengießerei Kruszewscy                 | 1920 | Jakub Kruszewski (1886–1946) | | aktiv             | [ 41 ] |
| Niederlande                   | Beerta                                                                                      | Glocken- und Kunstgießerei Reiderland      | 1988 | Simon Laudy | | aktiv             | Neuguss von sieben Glocken in Van Wou-Rippe für die Bovenkerk in Kampen-Overijssel; zweitgrößtes freischwingendes Geläute der Niederlande. |
| Niederlande                   | Zutphen                                                                                     | Franz und Pieter Hemony                    | 1640–1657 | François (* 1609 in Levécourt; † 1667 in Amsterdam) | Pieter (Pierre) (* 1619 in Levécourt; † 1680 in Amsterdam) | historisch        | |
| Polen                         | Krakau Lemberg                                                                              | Valentin Faltin                            | 1450 | Valentin Faltin | | historisch        | |
| Frankreich                    | Le Mans                                                                                     | Fonderie de cloche Bollée                  | 1715–1896? | Joseph Bollée (1669–?) Jean-Baptiste Bollée (1715–1785) Alexis-Nicolas Bollée (1744–1815) Jean-Baptiste Amédée Bollée (1812–1912) Ernest-Sylvain Bollée (1814–1891) Amédée-Ernest Bollée (1844–1917) Amédée-Ernest-Marie Bollée (1867–1926) | | historisch        | Familiärer Zusammenhang mit Bollée in Orléans. Ernest-Sylvain diversifizierte, Sohn Amédée führte den Betrieb neben der Produktion von Dampfwagen. Amédée fils übergab in den 1890er Jahren die Gießaufträge an Bollée Orléans und konzentrierte sich auf den Automobilbau und seine Erfindungen. |
| Frankreich                    | Saint-Jean-de-Braye und Orléans                                                             | Fonderie de cloche Bollée                  | 1715 | Joseph Bollée (1669–?) Jean-Baptiste Bollée (1715–1785) Alexis-Nicolas Bollée (1744–1815) Jean-Baptiste Amédée Bollée (1812–1912) Georges Bollée (1849–1930) Louis Bollée (1878–1954) Jean Bollée (1908–2009) Dominique Bollée (* 1939)     | | aktiv             | Website. Auch die Glockengießerei Bollée in Orléans führt ihre Tradition auf das Jahr 1715 (8 Generationen) zurück (1715–1839: vgl. Bollée in Le Mans). J.B.A. Bollée gründete sein Unternehmen 1839, sein Bruder Amédée Bollée führte den Betrieb in le Mans. |
| Polen                         | Danzig                                                                                      | Gerdt Benningk                             | 1601–1643 | Gerdt Benningk | | historisch        | |
| Belgien/ Luxemburg Frankreich | Tellin (B.) Diekirch (L.) (1864) Colmar (F.) (1871) Anhée (B.) (1885) Straßburg (F.) (1892) | Glockengießerei Causard                    | 1832–1970 | Charles Causard | Jean-Baptiste Causard | historisch        | Etwa 13.000 Glocken mit einem Gesamtgewicht von 3.000 Tonnen wurden gegossen. |
| Frankreich                    | Villedieu-les-Poêles                                                                        | Cornille-Havard                            | 1865 | Adolphe Havard | | aktiv             | |
| Frankreich                    | Annecy                                                                                      | Glockengießerei Paccard                    | 1796 | Antoine Paccard | | aktiv             | |
| Frankreich                    | Lothringen                                                                                  | Claude Rosier                              | um 1615 bis 16?? | Claude Rosier († 1673) | | historisch        | |
| Niederlande                   | Asten                                                                                       | Klokkengieterij Eijsbouts                  | 1872 | Bonaventura Eijsbouts | | aktiv             | Goss die größte freischwingende noch tönende Glocke der Welt, die Tokinosumika-Glocke in Japan, mit 36.250 kg. |
| Niederlande                   | Kampen                                                                                      | Klokkengieterij van Wou                    | 1482–1527 | Gerhard van Wou | Johannes van Wou (Vater) | historisch        | Goss 1497 die Gloriosa für den Erfurter Dom Lehrmeister von Wolter Westerhues |
| Polen                         | Breslau                                                                                     | Glockengießerei Krieger                    | 1750 | Johann Georg Krieger (* 17. Sept. 1728, † 6. Juni 1810) | Benjamin Krieger (* 13. Sept. 1764 in Breslau, † 2. Nov. 1834 in Breslau), Sohn; Peter Adolf Krieger, Enkel (* 15. April 1805 in Breslau, † 15. April 1867 in Breslau, ⚭1849) |                   | Geläut für die Breslauer Kreuzkirche, besonders reich verziert und mit Inschriften Folgende weiteren Kirchenglocken wurden geliefert: 1786 über Umwege zur St.-Laurentius-Kirche in Halle-Seeben, 1829 die beiden ersten Glocken der Kirche in Markt Bohrau, 1771 und 1788 für die St.-Nikolaus-Kirche in Glogau, 1783 eine neue Glocke für die Kirche in Leuthen, 1806 die Dominika für die Martinskirche in Stuttgart-Möhringen, 1771 eine Glocke für die Maria-Hilf-Kirche in Wiesbaden, 1789 zwei Glocken für die Schlosskirche in Groß Wartenberg |
| Polen                         | Breslau                                                                                     | A. Geittner                                | 20. Jahrhundert | | |                   | 1922: Neuguss von drei Glocken für die Laurentiuskirche (Strzelce Opolskie) |
| Polen                         | Stettin                                                                                     | Glockengießerei Scheel                     | 1721–vor 1798 | | | historisch        | Lieferte folgende Kirchenglocken: 1726 (eine) für die Kirche in Casekow-Petershagen, 1751 (eine) für die Sophienkirche zu Brüssow, 1734 (zwei) für die Kirche zu Luckow Schhel war auch in Stettin als Gießer tätig und lieferte von dort 1767 eine Glocke nach Menkin |
| Polen                         | Godnów (Kruszyn) Gnadenberg                                                                 | Glockengießerei Pühler                     | 1767–1860 | Johann Thomas Pühler | Christian Ludwig Pühler | historisch        | Tabelle |
| Polen                         | Pawłowiczki Gnadenfeld                                                                      | Glockengießerei Gnadenfeld                 | 1880–1891? | Philipp Reinhold Liebold | Heinrich (Philipp) Liebold Reinhold Hoberg | historisch        | Kloster Pelplin und weitere |
| Polen                         | Przemyśl                                                                                    | Jan Felczyński                             | 1808 | | | aktiv             | [ 60 ] |
| Rumänien                      | Arad                                                                                        | Glockengießerei König                      | | | Friedrich König |                   | |
| Russland                      | Jaroslawl                                                                                   | Glockengießerei Jaroslawl                  | | | | ?                 | |
| Russland                      | Tutajew                                                                                     | Glockengießerei Schuwalow                  | 1990 | Nikolai Schuwalow | | aktiv             | Lieferte 2001 die 13 neuen Glocken für die russisch-orthodoxe Kathedralkirche in München |
| Schweden                      | Sigtuna                                                                                     | Bergholtz klockgjuteri                     | 1853 | | | aktiv             | |
| Schweden                      | Ystad                                                                                       | M & O Ohlsson                              | 1805 | Großvater der Brüder M (Martin Wilhelm) (* 22. November 1865; †?) und O (Olof) (* 6. Mai 1854 in Ystad; † 16. Januar 1935 in Lübeck) Ohlsson                                                                                                | | aktiv             | |
| Spanien                       | Meruelo                                                                                     | Glockengießerei Meruelo                    | | | | ?                 | In Meruelo gibt es ein Glockenmuseum |
| Tschechien                    | Komotau                                                                                     | Glockengießerei Herold                     | 1790–1945 | Pietschmann | Julius Herold, Richard Herold | historisch        | In der Glockengasse lebte schon vor etwa 200 Jahren ein Glockengießer namens Pietschmann. Von diesem ging das Gewerbe auf seinen Schwiegersohn Herold über. Die Glockengießerei Herold war bis 1945 eine der größten in Böhmen. Georg Herold stammte aus der berühmten und weitverzweigten Erzgießerdynastie Herold, einer Familie von Meistern. Sein Sohn Balthasar war Nürnberger Glocken- und Stückgießer (* 1625 Nürnberg, † 1683) und arbeitete u. a. in Warschau und Wien (kaiserlicher Glockengießer) zusammen mit Wolf Hieronymus Herold, der die auf der Prager Karlsbrücke 1693 aufgestellte Statue des Johannes Nepomuk gegossen hat. Ein Christoph Herold, vielleicht Bruder von Georg, schuf 1607 reichverzierte Bronzerahmen z. B. für eine Kirche in Salzburg, ein Andreas Herold (1623–1696) arbeitete 1650 in Dresden und 1667 in Meißen, sein Sohn Adam (1659–1711) war ein deutscher Pädagoge und Theologe. Andreas’ Bruder Balthasar jun. arbeitete 1648 als Stückgießer in Preßburg und 1654 in Wien und goss neben Kanonen auch Taufbecken und Figuren sowie prachtvolle barocke Glocken in zwei Werkstätten gleichzeitig. Ein Hans Georg Herold gibt es 1671 in Breslau. Johann Balthasar goss um 1708 in Nürnberg und ein A. Gg. ein Epitaph um 1802 wiederum in Nürnberg. Die berühmte Nürnberger Gießhütte wurde von einem Georg Herold im 19. Jahrhundert weitergeführt mit Aufträgen z. B. in Australien und Schweden. Bronzeglocken gab es bereits ab 1200. Wolfgang (* 1620) arbeitete 1652 in Nürnberg als Geschützzieher mit anderen namhaften Handwerkern und goss Materialien für den Brunnenbau in Bronze |
| Tschechien                    | Herrnhübel, nach 1945 (tschech.) Hledany vyraz, verschwundener Ort                          | Kittel                                     | 1799 | | Joseph Kittel, (Stückgießer) | historisch        | 1802: Umguss einer Glocke des Geläuts der Dreifaltigkeitskirche Neusalza, seit Ende 20. Jh. (Ortsteil der Stadt Neusalza-Spremberg in der Oberlausitz) |
| Vereinigtes Königreich        | Chew Stoke (Somerset)                                                                       | Bilbie Familie                             | 1680–frühes 19. Jh. | | ? | historisch        | |
| Vereinigtes Königreich        | London                                                                                      | Whitechapel Bell Foundry                   | 1670–2017 | | | historisch        | [ 64 ] |
| Vereinigtes Königreich        | Loughborough                                                                                | John Taylor & Co. Bell Foundry             | 1784 | | | aktiv             | [ 65 ] |
| Vereinigte Staaten            | Cincinnati, Ohio                                                                            | Verdin Company                             | Turmuhr Werk seit 1842; Partner der niederländischen Glockengießerei Petit & Fritsen 1953–2014; auch mobile Glockengießerei seit 2004 | bis 1842 | | aktiv             | [ 66 ] |
| Ungarn                        | Pest                                                                                        | Heinrich Eberhard                          | 1800–1839 | Heinrich Eberhard | | historisch        | [ 67 ] |
| Ungarn                        | Sopron                                                                                      | Friedrich Seltenhofer                      | 1815–1945 | Friedrich Seltenhofer | Ludwig Seltenhofer (Sohn) | historisch        | Lieferte 1846 eine Glocke für die Antoniuskirche in Raiding , 1854 eine Glocke für die Evangelische Pfarrkirche Mörbisch am See sowie 1927 eine Glocke für die Evangelische Kirche in Sopron. |
| Ungarn                        | Budapest                                                                                    | Laszlo Szlezak                             | um 1900? bis 195? | Rafael Szlezak | | historisch        | [ 67 ] |
| Ungarn                        |                                                                                             | Lajos Gombos                               | 1900 | Lajos Gombos (Stiefsohn von Leo Szlesak) | | aktiv             | [ 67 ] |
| Ungarn                        |                                                                                             | Johannes Schmox                            | 1678–1679 | Johannes Schmox | | historisch        | [ 67 ] |
| Ungarn                        |                                                                                             | Georgius Podolinski                        | 1704 | Georgius Podolinski | | historisch        | [ 67 ] |
| Ungarn                        | Budapest (Ofen)                                                                             | Kaiserliche Gießerei                       | 1718–1771 | Anton Zechenter (Zehenter) – k.u.k. Glocken- und Stuckgießer aus Wien | | historisch        | goss unter anderem noch heute bestehende Glocken für die Mathias Kirche und bekannte Geschütze die im Artillerie Arsenal Wien zu sehen sind. |
| Russland                      | Königsberg                                                                                  | Johann Hinrich Armowitz                    | 1725–1771 | Johann Hinrich Armowitz (* Ende 17. Jh., † 2. Januar 1771) | | historisch        | 1750 wurde er als Nachfolger seines Schwagers Lorenz Strahlborn zum Lübecker Ratsgießmeister berufen. Theodor Storm machte Armowitz als Franz Armowitzer zur Hauptfigur seiner nicht vollendeten und nur in Fragmenten erhaltenen Erzählung Die Armesünderglocke. |
| Slowakei                      | Spišská Nová Ves                                                                            | Konrad Gaal                                | 1357–1516 | Konrad Gaal | Jan Weygel (1386–1426), Nikolaus Gaal (14./15. Jh.), Matthew Gaal (1427–1472), Pavol Gaal (15. Jh.), Vincent Gaal (1456–?), Jan Wagner (1475–1516).                           | historisch        | Im Jahr 1357 eine 13.700 kg Glocke für Visegrad gegossen. |